# 秦鐘

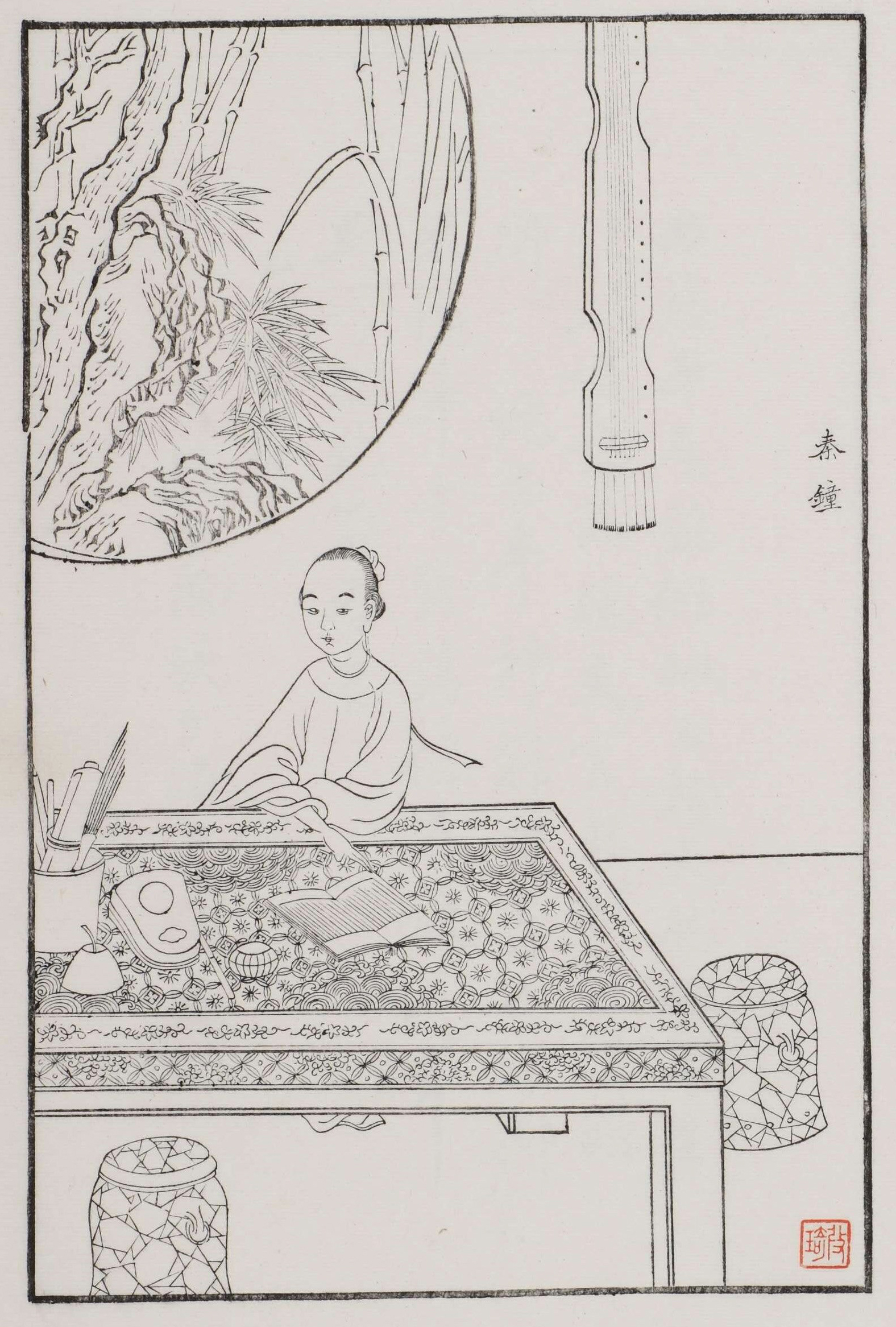
秦鐘,【清】改琦绘

秦鐘是中國古典小說《紅樓夢》中的人物。字鯨卿，諧音情鍾，秦业之子，秦可卿之弟，面貌美秀，羞澀內向，具有類似女性的特質，幼時與賈寶玉同塾，兩人甚好，被疑有斷袖之情。在学堂里因与香怜鬼鬼祟祟，与金荣发生冲突，因其有宝玉的力挺，金荣迫于压力最后给秦鐘磕头道歉。後來秦鐘因與尼姑智能儿幾次幽会被父親秦業發現後痛打，秦業因此氣死，秦鐘見父親死，再加上自己有病在身，不久後也病死了。后文有提到他曾和宝玉與柳湘莲三人交往密切。